# グルタミン酸
グルタミン酸（グルタミンさん、英語: glutamic acid）とは、化学的に言えば、2-アミノペンタン二酸である。したがって、アミノ酸の1つに分類され、Glu あるいは E の略号で表される場合も有る。また、その化学構造からグルタル酸（glutaric acid）と関連付けられて、慣用的に2-アミノグルタル酸とも呼ばれる。
なお「グルタミン」と言うと、グルタミン酸とは化学構造が異なる別なアミノ酸を意味するため、グルタミン酸を「グルタミン」と略記してはならない。

## 名称について
このアミノ酸は、コムギのグルテンを加水分解した物から初めて発見されたため、グルタミン酸と命名された。
参考までに、英語でグルテンは「gluten」であり、グルタミン酸は「glutamic acid」である。ところで、日本語ではグルタミン酸との塩などの場合でも、グルタミン酸の部分は変化しない。その一方で、英語の場合は、グルタミン酸との塩や、グルタミン酸とのエステルは、いずれも「glutamate」と書いて、グルタミン酸単体を意味する「glutamic acid」とは区別する。このせいで、日本語の使用者の中には、グルタミン酸を「英語に準じてグルタメートと呼ぶこともある」などと勘違いする者もいるようだが、それは誤りである。

## 性質
グルタミン酸は、アミノ酸に分類される化合物である上に、そのIUPAC名に「二酸」と付く事実から明らかなように、アミノ酸が共通して持つカルボキシ基以外に、もう1つのカルボキシ基を、アミノ酸の側鎖と呼ばれる部位にも有する。このため、酸性極性側鎖アミノ酸に分類される。グルタミン酸は、地球生物のタンパク質を構成するアミノ酸の1つである。もちろん、ヒトのタンパク質の材料の1つとしても、グルタミン酸は必要である。しかしながら、ヒトなどの場合には、体内で合成できるアミノ酸の1つなので、栄養学的には必須アミノ酸に数えられない。
また、哺乳類の体内でグルタミン酸は、神経伝達物質の1つとしても機能しており、グルタミン酸受容体を介して神経伝達が行われる、興奮性の神経伝達物質である。例えば、神経細胞からグルタミン酸などの神経伝達物質の放出を減らすように仕向ける抗てんかん薬として、ガバペンチンが知られるように、てんかん発作を抑え込むための標的の1つとしても注目されてきた。哺乳類にとって体内で生成したアンモニアが有毒な理由の1つは、神経伝達物質のグルタミン酸と反応して、グルタミンなどに変化させてしまうからとも言われる。実際に、体内のアンモニアの処理が肝臓で充分に行えない病態に陥った場合には、肝性脳症と呼ばれる病態に陥り、脳が異常を起こす。また神経伝達物質である事も影響して、グルタミン酸には致死量も存在し、LD50=20 (g/kg)である。もし、体重50キログラムのヒトならは、LD50は1キログラムである。
なお、グルタミン酸が多く連なった構造を持つ化合物として、納豆の粘性物質であるポリグルタミン酸が知られる。

## 生合成
ヒトなどの体内では、グルタミン酸の生合成が可能である。TCA回路を構成する化合物の1つである2-オキソグルタル酸が、グルタミン酸トランスフェラーゼの作用により、他のアミノ酸からアミノ基転移を受ける方法で合成される。
あるいは、グルタミン酸デヒドロゲナーゼにより、グルタミン酸からアミノ基を取り外して、2-オキソグルタル酸とアンモニアへの分解する反応を、逆に進める方法により合成される。
L-glutamate + H2O + NAD(P)+ → 2-oxoglutarate + NH3 + NAD(P)H + H+

## 存在
グルタミン酸はコンブ、チーズ、緑茶などに大量に含まれるほか、シイタケ、トマト、魚介類などにも比較的多く含まれていると知られている。

## 利用
グルタミン酸はヒトには旨味として感じられる成分の1つとして知られているものの、食品によっては、必ずしも良い結果が得られるとは限らない。例えば、日本酒の場合には、グルタミン酸を添加すると、酸味や渋味を与えてしまい、品質が低下する。それでも、グルタミン酸は主に、食品添加物であるL-グルタミン酸ナトリウム（グルタミン酸ソーダ、mono sodium glutamate、MSGあるいはグル曹とも呼ばれる）の中間原料として製造、利用される。グルタミン酸そのものは酸味を持つため、そのナトリウム塩であるグルタミン酸ナトリウムが、うま味調味料として適量を添加する形で利用される場合が有るわけである。L-グルタミン酸ナトリウムを主成分とする調味料として、日本では味の素などが知られている。
なお、コンブなどからのグルタミン酸の抽出には「水に含まれるミネラルが悪影響を及ぼすので硬度の低い水の使用が望ましい」などと流布する事例が、日本では見られてきた。しかし、多数の硬度の違う水を用いた研究によると、コンブからのグルタミン酸ナトリウムの抽出量における硬度の影響は否定された。ただし、同研究では、カルシウムの影響で粘性が上昇するため、抽出されるグルタミン酸の量は無関係であっても、コンブで出汁を取るにはカルシウムが多い水は向かないとしている。

## 製法
21世紀初頭において、グルタミン酸は工業的に生産されている。2005年には世界で約 170 万トン、年率で3 - 4 %の増産が見込まれていた。ただし、出荷先のグルタミン酸用途により、いくつかの製法が併存して用いられている。そのような製法の中では、アミノ酸醗酵法によって製造された物が、最も生産量が多い。

### 酸加水分解法
グルテン、大豆蛋白などの植物性タンパク質に、塩酸を加えて高温の条件下で加水分解すると、グルタミン酸の塩酸塩が得られる。ただし、この方法は、タンパク質に酸を加えて加熱する方法により、タンパク質の加水分解を行う方法なので、純粋なグルタミン酸の塩酸塩は得られない。かつては小麦粉グルテンを使って、この製法での製造が行われていたものの、時代遅れの製法であり、工業的には用いられなくなった。

### 抽出法
テンサイから甜菜糖を作る過程で出る廃糖蜜には、約3%程度の遊離グルタミン酸が含まれるので、ステファン法によって抽出すれば利用可能であり、1930年代には工業化された。しかし、コストが高い上に、廃棄物が多く出るため、この製法は用いられなくなった。

### 化学合成法
アクリロニトリルを原料に、ホルミル化とシアノアミン化を行った上で、加水分解を行えば、グルタミン酸のラセミ体が得られる。この製法の場合には、3つの反応行程が必要であり、かつ、需要の多いL-グルタミン酸だけを生産できない。その挙句に、化学合成で用いた様々な試薬や、その反応副生成物を取り除き、グルタミン酸を分離する工程が必要になる。また、試薬や反応副生成物異物の混入事故による健康被害、発がん物質、製造過程で発生し得る環境汚染など、化学合成物を食品添加物として利用する事への不安を払拭できなかった。結局、この製法で製造されたグルタミン酸は広くは受け入れられなかった。

### 酵素促進合成法
生合成に使われるグルタミン酸デヒドロゲナーゼや、アミノトランスフェラーゼ、グルタミン酸合成酵素などの酵素と、その酵素が使う補酵素を用いる製法である。それぞれの酵素の基質に、酵素を触媒として加え、それぞれの酵素の至適条件で保って、反応を進める。なお、生物は用いず、あくまでも、酵素を利用するだけである。

### アミノ酸醗酵法
適切な細菌・酵母などの微生物のアミノ酸代謝を、人為的に変容させて、目的のアミノ酸を過剰に産生させて、微生物が体外に排出せざるを得ないようにさせる方法により、目的のアミノ酸を、その微生物を飼育している槽内に蓄積させる技術をアミノ酸醗酵と呼ぶ。1955年に、協和醗酵（現・協和発酵バイオ）の田中勝宣、中山清、木下祝郎、鵜高重三（日本学士院賞受賞）が、グルタミン酸生産菌を発見した。そして発酵法による工業的な生産技術を、翌1956年に世界に先駆けて軌道に乗せた。なお、グルタミン酸を作らせるために、グルタミン酸生産菌を飼育している槽内に供給する糖蜜、粗糖、糖液の調達費用の兼ね合いで、この製法によるグルタミン酸の生産は、ほとんどが日本国外で実施されるようになった。